# Леськів Ігор Юрійович
Ігор Юрійович Леськів (нар. 30 травня 1970, м. Бучач, нині Україна) — український педагог, громадсько-політичний діяч. Заслужений працівник освіти України (2017). Кандидат економічних наук (2019).

## Життєпис
Ігор Леськів народився 30 травня 1970 року в місті Бучачі Бучацького району Тернопільської области (нині — у складі України).
Закінчив історичний факультет Чернівецького університету (1993, нині національний), економічний факультет Подільського державного аграрно-технічного університету (2017, спеціальність — публічне управління та адміністрування).
Працював:
- інспектором відділу кадрів Бучацького радгоспу-технікуму (1993—1996);
- викладачем, заступником директора Бучацького державного аграрного коледжу (1996—2006).

З 2006 року — директор Бучацького фахового коледжу Подільського державного аграрно-технічного університету.

### Громадсько-політична діяльність
Депутат Бучацької районної та Тернопільської обласної (2015, з 2020) рад.